# شهرستان لینکلن (نبراسکا)
شهرستان لینکلن، نبراسکا (به انگلیسی: Lincoln County, Nebraska) یک سکونتگاه مسکونی در ایالات متحده آمریکا است که در نبراسکا واقع شده‌است.

## خصوصیات
شهرستان لینکلن ۶٬۶۶۹٫۲۶ کیلومترمربع مساحت دارد.